# Есат Октрова
Есат Октрова (на албански: Esat Oktrova) в албански актьор и режисьор.

## Биография
Роден е в 1930 година в албанското македонско градче Поградец (Поградеци), Албания. След като завършва училище в Корча, продължава обучението си в Художествената гимназия „Йордан Мися“ в Тирана. По това време тя започва да се изявява на сцената на военния театър в Тирана. След завършване на военната си служба през 1952 г., заминава за Москва, където се завършва кинорежисура в ГИТИС. Завръща се в Албания в края на 1959 година и започва да работи като режисьор в театър „Мигени“ в Шкодра. От 1966 до септември 1967 г. е директор на театъра. Поставя няколко произведения от класиците на руската и албанската драма. Той също така създава няколко драми („Кенета“, „Зекти“, „Призори“) на сцената в Шкодра. Играе главната роля в драмата „Зекти“ заедно със Серафин Фанко. В годините 1968 – 1983 режисира албанските фолклорни фестивали в Аргирокастро.
През 1967 г. започва работа като преподавател по режисура в Института по изкуствата в Тирана. През 1968 г. се прехвърля в Министерството на образованието и културата, но през 1973 г. се завръща в Института и е назначен за декан на Факултета по драматични изкуства. Автор е на няколко творби в областта на театралната критика и историята на албанския театър. От правителството на Албания е удостоен със званието заслужил артист, както и със званието почетен гражданин на Шкодра.

## Избрани произведения
| Година | Име                                       | Име                                         |
| ------ | ----------------------------------------- | ------------------------------------------- |
| 1985   | Nga jeta në teatër dhe nga teatri në jëtë | „От живота в театъра и от театъра в живота“ |
| 1985   | Mjeshtëri aktori                          | „Актьорското майсторство“                   |
| 2002   | Probleme të mjeshtërisë së regjisorit     | „Проблеми на режисьорското майсторство“     |

## Филмография
| Година | Име                 | Име                          | Роля |
| ------ | ------------------- | ---------------------------- | ---- |
| 1977   | Zemra që nuk plaken | „Сърцето, което не остарява“ | Азем |